# Cueva de Sirgenstein
La pequeña cueva de Sirgenstein (en alemán: Sirgensteinhöhle), está situada a 565 m sobre el nivel del mar dentro del Sirgenstein, una roca caliza de 20 m de altura.  La cueva se encuentra a 35 m sobre el fondo del valle del Ach en el Jura de Suabia central, en el sur de Alemania. 
El arqueólogo R. R. Schmidt excavó el yacimiento en 1906, durante el cual identificó índices de presencia humana prehistórica. Registró la secuencia estratigráfica completa de origen paleolítico y neolítico. En su análisis de 1910, Schmidt inspiró a los futuros arqueólogos con su concepto pionero de incluir el yacimiento excavado dentro de su región geográfica, contextualizándolo dentro de un amplio espectro científico, y demostró resultados valiosos al correlacionar la estructura de las capas de Sirgenstein con las de los yacimientos prehistóricos de Francia.

## Sitio
La cueva de Sirgenstein es, además de los yacimientos más conocidos de Hohle Fels y Geissenklösterle, una de las tres cuevas que presentan indicios de presencia humana prehistórica, situadas en el valle del río Ach a una distancia de 5 km entre el pueblo de Schelklingen y el de Blaubeuren, a unos 20 km al oeste de la ciudad de Ulm, en Baden-Württemberg.
La entrada de la cueva, de 6 m de ancho, está situada bajo un saliente de roca y se abre hacia el suroeste y en un par de aberturas del techo en el extremo opuesto. Su longitud total es de 40 m, su anchura de unos 5 m y una altura media de 3 a 4 m. En la cara sur de la roca caliza de Sirgenstein se encuentra un abrigo rocoso (Abri). El análisis de sus sedimentos reveló fases de ocupación temporal de grupos de cazadores Magdalenienses.
El registro escrito más antiguo que se conoce del lugar data del libro Historia Suevorum (1488) del clérigo dominicano Félix Fabri. Oscar Fraas, otro clérigo y científico del siglo XIX, formado en la Universidad de Tubinga, inició los estudios sistemáticos de la zona en 1866.

## Estratigrafía
Schmidt, que hizo excavar completamente el yacimiento en verano y otoño de 1906, terminó su análisis en 1910 y publicó la monografía de 1912 "La prehistoria diluvial de Alemania" (Die diluviale Vorzeit Deutschlands). En una síntesis de sus propios datos de campo y del estado contemporáneo de la investigación, abordó las cuestiones arqueológicas de forma interdisciplinar y situó la investigación de la cueva de Sirgenstein en el contexto de las cuevas del río Ach, el Jura de Suabia y el contexto europeo entonces conocido. También reconoció y articuló correlaciones evidentes entre los ya voluminosos registros franceses y alemanes de la prehistoria humana, biológica y cultural. Schmidt dividió los sedimentos de la cueva de Sirgenstein en ocho (I a VIII) estratos relevantes y uno estéril. Aunque estratigráficamente son coherentes, las culturas más recientes de los estratos del Paleolítico Superior recibieron una aclaración.
- VIII y VII: Los estratos más bajos del Paleolítico Medio con material de conjuntos culturales Musterienses Neandertales. Los objetos líticos y las herramientas de piedra se volvieron a datar en 1996, el nuevo análisis de los sedimentos sugiere que estas capas representan de hecho un solo horizonte.
- Sin etiqueta: Una capa fina y arqueológicamente estéril, que contenía microfauna ártica de pequeños roedores, separa claramente los depósitos más profundos del Paleolítico Medio Musteriense de los sedimentos del Paleolítico Superior Auriñaciense.
- VI, V y IV: Capas del Paleolítico Superior de la cultura Auriñaciense que contienen herramientas de hueso y de piedra, hojas retocadas, gubias, raspadores de punta de nariz, objetos de marfil, puntas de flecha y cuentas de marfil perforadas. Entre los fósiles de animales destacan el rinoceronte lanudo, el león de las cavernas, el ciervo y el lobo. Restos dentales de Homo sapiens muy escasos, un canino y dos molares corresponden a dos individuos.
- III, II y I: Incorrectamente etiquetadas por Schmidt como Proto-Solutrense, las capas III y II fueron posteriormente asignadas correctamente a la cultura Gravetiense, que aparte de fragmentos óseos y objetos de marfil, apenas contenía herramientas de piedra. El reno, el caballo y la liebre son los más abundantes.
- La capa superior I fue reatribuida a la cultura Magdaleniense. Contenía gubias, taladros, raspadores y puntas de flecha fragmentadas hechas con astas y marfil. Entre los fósiles animales se encuentran renos, caballos, liebres, urogallos, osos de las cavernas, mamuts y un pequeño número de restos de íbices.
- Los sedimentos no etiquetados depositados durante la Edad del Bronce y la Edad del Hierro cubren la secuencia prehistórica
- La datación por AMS de muestras de puntas óseas de las capas Auriñaciense y Gravetiense con una antigüedad de entre 30.000 y 27.000 años confirmó la coherencia de las correcciones culturales posteriores.[8]

## Refugio de roca
Excavado en 1937 por Gustav Riek, el abrigo rocoso (Abri) de la cara sur del Sirgenstein tiene unos 2,5 m de ancho, 1,5 m de profundidad y está situado a unos 7 m por encima del yacimiento de la cueva. El pequeño número de herramientas de piedra y restos de animales recuperados apoya razonablemente la idea de un uso ocasional durante el periodo Magdaleniense tardío.

## Ocupación humana

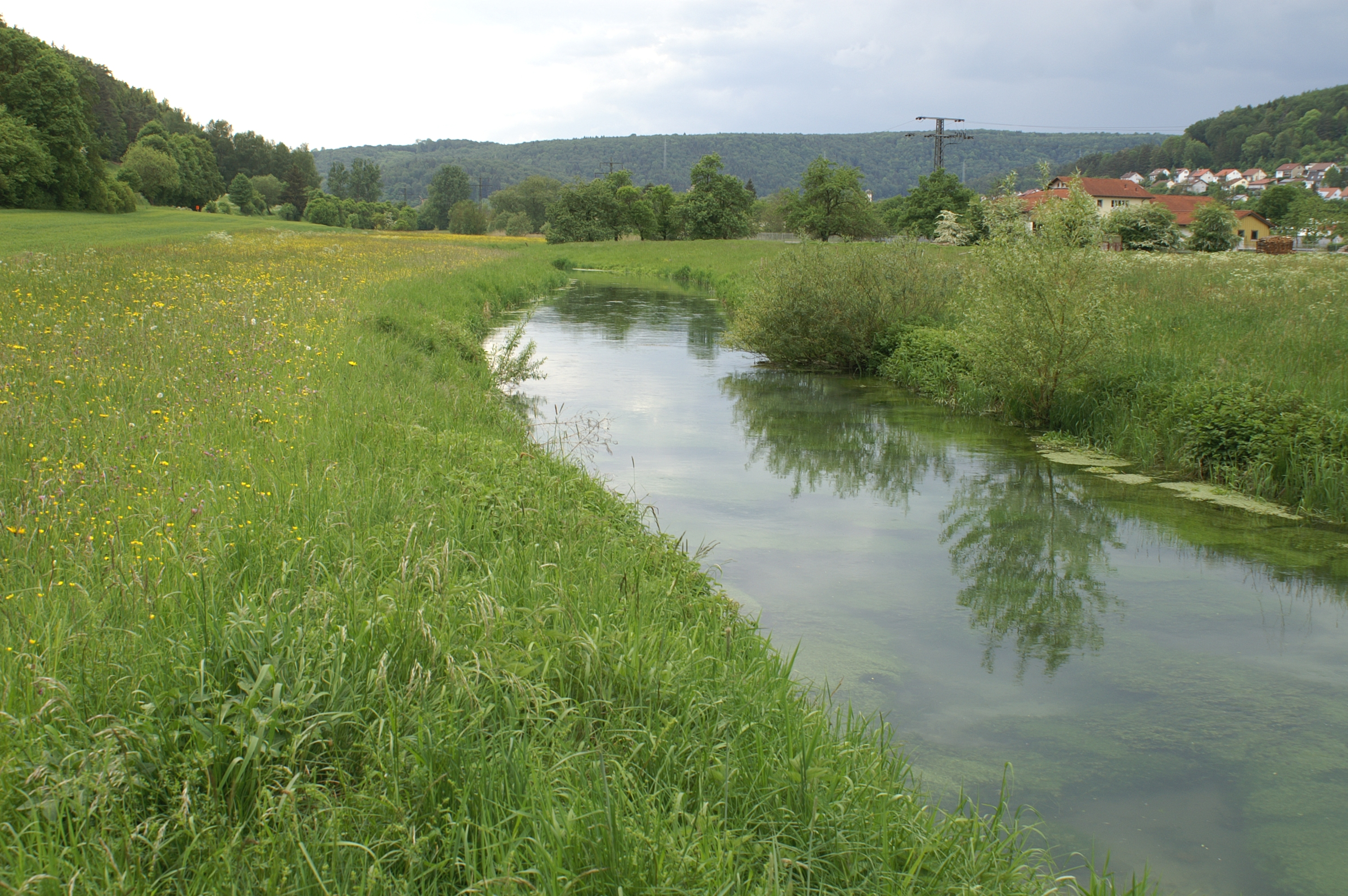
Valle del río Ach, cerca de Schelklingen

Los humanos ocuparon predominantemente la entrada de la cueva, donde se colocaron preferentemente chimeneas y hogares durante toda la secuencia de ocupación. Las huellas más antiguas de la actividad humana de hace 50.000 y 35.000 años son las chimeneas neandertales y las fosas con huesos carbonizados, que habían sido divididos para la extracción del tuétano. Las herramientas de piedra se fabricaban con materiales locales. El estudio de los restos juveniles entre los fósiles de caballos salvajes llevó a Schmidt a concluir que el yacimiento sólo estaba ocupado durante la temporada de invierno.
Una fina capa de sedimentos sin rastros de presencia humana sugiere que Sirgenstein no era un lugar en el que los Neandertales hubieran cedido a la repentina intrusión de los Homo sapiens.
La siguiente secuencia cultural Auriñaciense se caracteriza por las puntas de hueso con bases simples y numerosos raspadores terminales. Las fechas de AMS para el Auriñaciense de Sirgenstein obtenidas en 2003 arrojaron un rango de fechas medio de hace unos 27.000 años para la capa V y de 30.500 años para la capa VI. Estos periodos son claramente más recientes que los del Auriñaciense de Geissenklösterle, distante sólo 5 km. En Sirgenstein no hay figuritas de marfil ni otras piezas de arte abstractas individuales por las que la región es bien conocida, pero sí se documentan objetos de decoración personal como cuentas de marfil perforadas. Las partes interiores de la cueva fueron más frecuentadas sólo después del último período glacial, a partir del Magdaleniense.

## Depósitos de fauna
El paleontólogo de la Universidad de Tubinga E.F. Koken realizó un análisis faunístico en 1912, pero no publicó ninguna lista cuantitativa exacta y más bien organizó la aparición de todas las especies en categorías poco fiables, como "común" o "muy común". Los investigadores informaron en una publicación de 2004, que un intento de reanalizar y cuantificar los fósiles de fauna de las capas del Paleolítico Medio había fracasado, porque muchos de los fósiles que Schmidt había excavado y mencionado en su análisis habían desaparecido de las colecciones de la Universidad de Tubinga. Schmidt escribió entonces, lo que ya no se puede confirmar, que el 90% de los restos de las capas del Paleolítico Medio eran fósiles de osos de las cavernas, el caballo salvaje era la segunda especie más abundante, seguido del reno y el ciervo gigante. El mamut está representado por un fragmento de colmillo procedente de un único individuo juvenil. Como muchos de los huesos grandes, incluidos los de los osos de las cavernas, estaban partidos o mostraban marcas de corte y fracturas por impacto, Schmidt razonó que todos estos animales fueron cazados por los ocupantes humanos.
En el contexto de un análisis y estudio morfológico y biométrico de 2002 a 2012 sobre la migración y extinción de especies del Pleistoceno europeo, un equipo de investigación de Tubinga reconstruyó un proceso evolutivo en los yacimientos del valle del Ach, Hohle Fels, Geissenklösterle y Sirgenstein, observando la sustitución entre las especies de osos de las cavernas del Ursus spelaeus por el Ursus ingressus. Según el análisis del ADN mitocondrial de los fósiles, la última aparición del Ursus spelaeus data de hace unos 31.500 años, mientras que el registro más antiguo de un solo ejemplar de Ursus ingressus data de hace 36.300 años. Sólo hace unos 32.000 años comienzan a aparecer de nuevo fósiles de Ursus ingressus de varios haplotipos de ADNmt. El lapso de quinientos años hasta la desaparición definitiva de Ursus spelaeus, hace unos 31.500 años, se considera la principal fase de intrusión/sustitución de Ursus ingressus.